# 阿瑪斯拉

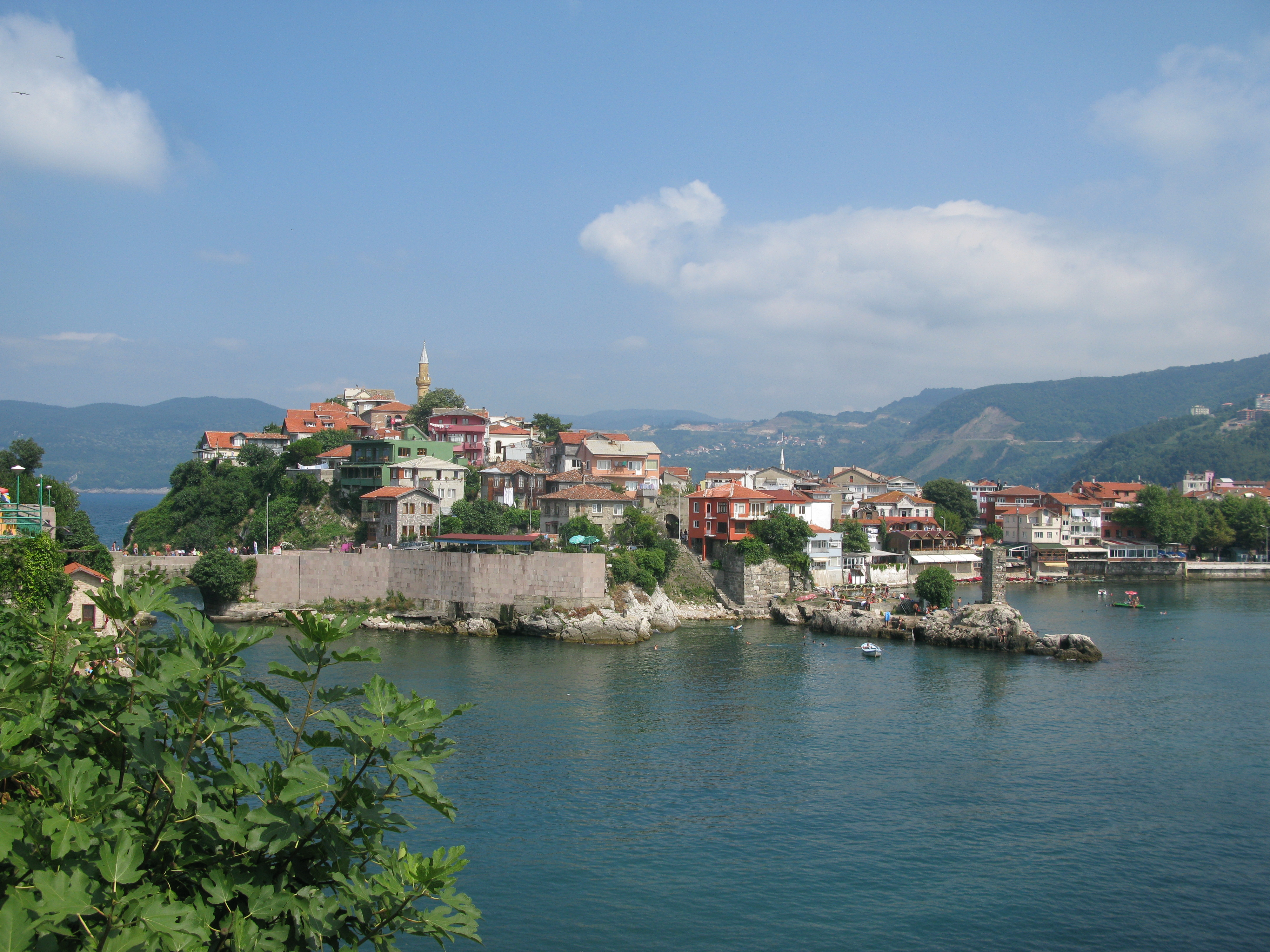
阿瑪斯拉

阿瑪斯拉（土耳其語：Amasra）是位於土耳其的巴尔滕省的一座黑海南部港口城市。
今日，阿瑪斯拉小鎮以它所擁有的海灘和自然環境而備受遊客的青睞，旅遊業成為當地居民最重要的經濟來源。2010年小城的人口為6,500人。阿瑪斯拉有兩座島嶼：其中較大的島嶼被稱為大島，另一座較小的島嶼名為兔子島。

## 延伸閱讀
- "Amastris" （页面存档备份，存于） from the Catholic Encyclopedia (1913)
- GCatholic （页面存档备份，存于）
- Richard Stillwell, William L. MacDonald, Marian Holland McAllister (editors); The Princeton Encyclopedia of Classical Sites （页面存档备份，存于）, "Amastris", Princeton, (1976)